# A Kongói Népköztársaság az 1984. évi nyári olimpiai játékokon
A Kongói Népköztársaság az egyesült államokbeli Los Angelesben megrendezett 1984. évi nyári olimpiai játékok egyik részt vevő nemzete volt. Az országot az olimpián 2 sportágban 9 sportoló képviselte, akik érmet nem szereztek.

## Atlétika
Férfi
| Versenyző                                                            | Versenyszám     | Előfutam | Előfutam | Előfutam | Negyeddöntő | Negyeddöntő | Negyeddöntő | Elődöntő | Elődöntő | Elődöntő | Döntő   | Döntő    |
| Versenyző                                                            | Versenyszám     | Idő      | Hely.    | Össz.    | Idő         | Hely.       | Össz.       | Idő      | Hely.    | Össz.    | Idő     | Helyezés |
| -------------------------------------------------------------------- | --------------- | -------- | -------- | -------- | ----------- | ----------- | ----------- | -------- | -------- | -------- | ------- | -------- |
| Henri Ndinga                                                         | 100 m           | 10,66    | 4.*      | 40.*     | kiesett     | kiesett     | kiesett     | kiesett  | kiesett  | kiesett  | kiesett | kiesett  |
| Antoine Kiakouama                                                    | 200 m           | 21,64    | 7.       | 45.      | kiesett     | kiesett     | kiesett     | kiesett  | kiesett  | kiesett  | kiesett | kiesett  |
| Jean-Didiace Bémou                                                   | 400 m           | 47,26    | 5.       | 45.      | kiesett     | kiesett     | kiesett     | kiesett  | kiesett  | kiesett  | kiesett | kiesett  |
| Emmanuel M'Pioh                                                      | 3000 m akadály  | 9:05,58  | 11.      | 32.      | kiesett     | kiesett     | kiesett     | kiesett  | kiesett  | kiesett  | kiesett | kiesett  |
| Théophile Nkounkou Henri Ndinga Antoine Kiakouama Jean-Didiace Bémou | 4 × 100 m váltó | 40,74    | 6.       | 18.      |             |             |             | kiesett  | kiesett  | kiesett  | kiesett | kiesett  |

Női
| Versenyző        | Versenyszám | Előfutam | Előfutam | Előfutam | Negyeddöntő | Negyeddöntő | Negyeddöntő | Elődöntő | Elődöntő | Elődöntő | Döntő   | Döntő    |
| Versenyző        | Versenyszám | Idő      | Hely.    | Össz.    | Idő         | Hely.       | Össz.       | Idő      | Hely.    | Össz.    | Idő     | Helyezés |
| ---------------- | ----------- | -------- | -------- | -------- | ----------- | ----------- | ----------- | -------- | -------- | -------- | ------- | -------- |
| Françoise M'Pika | 100 m       | 12,54    | 4.       | 42.      | 12,60       | 8.          | 31.         | kiesett  | kiesett  | kiesett  | kiesett | kiesett  |
| Françoise M'Pika | 200 m       | 25,05    | 6.       | 30.      | 24,97       | 7.          | 27.         | kiesett  | kiesett  | kiesett  | kiesett | kiesett  |

* - egy másik versenyzővel azonos eredményt ért el

## Cselgáncs
| Versenyző       | Versenyszám | Csoport | Selejtező         | 32-es főtábla                                | Nyolcaddöntő                  | Negyeddöntő                | Elődöntő          | Vigaszág nyolcaddöntő | Vigaszág negyeddöntő | Vigaszág elődöntő | Bronz- mérkőzés   | Döntő             | Helyezés |
| Versenyző       | Versenyszám | Csoport | Ellenfél Eredmény | Ellenfél Eredmény                            | Ellenfél Eredmény             | Ellenfél Eredmény          | Ellenfél Eredmény | Ellenfél Eredmény     | Ellenfél Eredmény    | Ellenfél Eredmény | Ellenfél Eredmény | Ellenfél Eredmény | Helyezés |
| --------------- | ----------- | ------- | ----------------- | -------------------------------------------- | ----------------------------- | -------------------------- | ----------------- | --------------------- | -------------------- | ----------------- | ----------------- | ----------------- | -------- |
| Bienvenu Mbida  | Harmatsúly  | A       | erőnyerő          | Juan Chalas (DOM) · GY                       | Constantin Niculae (ROU) · GY | Macuoka Josijuki (JPN) · V | kiesett           |                       |                      |                   |                   |                   | 14.      |
| Christophe Wogo | Váltósúly   | B       | erőnyerő          | Jorge Bonnet (PUR) · V                       | kiesett                       | kiesett                    | kiesett           |                       |                      |                   |                   |                   | 20.      |
| Séraphin Okuaka | Középsúly   | A       |                   | Csang Sou-csung (Chang Shou-Chung) (TPE) · V | kiesett                       | kiesett                    | kiesett           |                       |                      |                   |                   |                   | 18.      |